# 4th Marine Logistics Group
Le 4th Marine Logistics Group (4th MLG) est une unité logistique du Corps des Marines des États-Unis et a son quartier général à La Nouvelle-Orléans, en Louisiane. 

## Mission
Fournir un soutien général et direct en temps de paix comme en temps de guerre à la Force opérationnelle maritime air-sol (MAGTF). Ces unités prises en charge peuvent être en garnison, en combat et / ou dans des endroits distincts. Le MLG soutiendra le MAGTF lors d'attaques amphibies et d'opérations ultérieures à terre. 

## Unités actuelles
Le 4e groupe de logistique maritime comprend: 
- Quartier général et bataillon des services
- Régiment de logistique de combat 4
  - Bataillon de logistique de combat 23
  - Bataillon de logistique de combat 453
- Régiment de logistique de combat 45
  - Bataillon de logistique de combat 25
  - Bataillon de logistique de combat 451
- 6e bataillon de soutien du génie
- 4e bataillon médical
- 4e bataillon dentaire

## Histoire
Le 6 février 1966, le quartier général du 4th Force Service Support Regiment est activé au Armed Forces Reserve Center de Midland, au Texas. En janvier 1968, le quartier général a déménagé au Marine Reserve Training Center, à Orlando, en Floride. Le siège a de nouveau déménagé au Navy and Marine Corps Reserve Training Center, Atlanta, Géorgie en 1971. En mai 1976, l'unité a été rebaptisée 4e Groupe de soutien au service de la Force, Fleet Marine Force. En janvier 1987, le siège social a déménagé à Marietta, en Géorgie. Le drapeau du 4e FSSG a été déplacé sur son site actuel à la Nouvelle-Orléans en février 1992. 